# 당랑권
당랑권이란 중국권법으로 사마귀의 동작에 영감을 얻어 만들어진 무술이라 전해진다. 
당랑포선식(螳螂捕蟬式) 사마귀가 매미를 잡는 자세가 당랑권을 대표하는 특징이다.

## 당랑권의 특징
당랑권이라는 이름에서도 알 수 있듯이 사마귀권법이라는 뜻이다. 그러나 무작정 사마귀를 흉내내는 것은 아니다. 각종 영화들이 잘못 과장된 곤충 사마귀의 몸짓과 형태로 어필한 데다, 이후 우슈 때문에 이런 경향이 더 심해졌지만, 전통권에서는 그런 모양새를 찾을 수 없다. 대부분의 당랑권 수련자들은 "실전성이 아주 높은 무술"이라고 한다.
대중매체에서 손으로 갈고리 모양을 만들며 흔드는 모습을 볼 수 있지만, 일부를 제외하면 전혀 그렇지않은 주먹, 손등, 손바닥 등을 이용하여 타격한다.

## 당랑권의 기원
당랑권은 중국 북방, 산동성(山東省)에서 발생했다고 전한다. 구전(口傳), 전설에 따르면 북파권법 중에서도 특히 실전성이 높은 18개 문파의 기술을 모았는데, 그 기술들이란 다음과 같다고 한다.
| 1. 태조장권(太祖長拳) 2. 한통(韓通)의 통배권(通背拳) 3. 정은(鄭恩)의 전봉(纏封) 4. 온원(溫元)의 단권(短拳) 5. 마적(馬籍)의 단타(短打) 6. 손항(孫恒)의 후권(猴拳) 7. 황점(黃粘)의 고신(靠身) 8. 도장(綯張)의 면장비질(面掌飛疾) 9. 회덕(懷德)의 솔장경붕(摔將硬崩) 10. 유흥(劉興)의 구루채수(勾摟採手) 11. 담방(譚方)의 곤루관이(滾漏貫耳) 12. 연청(燕靑)의 점나질법(占拏跌法) 13. 임충(林沖)의 원앙각(鴛鴦脚) 14. 맹소(孟甦)의 칠세련권(七勢連拳) 15. 최연(崔連)의 와리부추(窩裏剖捶) 16. 양곤(楊滾)의 곤채직입(棍採直入) 17. 금상(金相)의 개수통권(磕手通拳) 18. 왕랑(王朗)의 당랑권(螳螂拳) |

## 기술적 특징
단타(短打)를 위주로 한, 근접전을 주체로 하며, 당랑수(螳螂手)라는 갈고리 모양을 손으로 모방한 것이 대표적 특징이다. 공격 시에는 반삼재보로 상대의 빈틈을 노리며 
마치 기관총같은 연타를 위주로 한다. 방어 시에는 원후보법(猿猴步法)으로 상대의 공격을 잡아채서 흘려내거나, 태극권의 손놀림을 작고 빠르고 강하게 바꾼 듯한 움직임으로 상대의 공격을 쳐내듯 휘감아내기도 한다.

## 당랑권을 알린 자
당랑권이 본격적으로 알려지기 시작한 시기는 중화민국 8년(1919), 상해정무체육회가 당랑권을 도입하기 위해, 산동에서 유명한 당랑권사 나광옥(羅光玉 : 1888～1944) 노사를 초빙한 이후부터이다. 물론 그 이전에도 다른 유명한 무술가들 사이에서는 당랑권이 실전의 비권(秘拳)으로 알려져 있었다고 한다.

### 나광옥(羅光玉)
무술가들 사이에서의 명성에 비해, 당랑권은 대중에게는 그다지 알려지지 않았다. 다만 나광옥의 제자 마성금이 1929년에 개최된 실격권법대회(實擊拳法大會)[6]에 상해 대표로 출장해 우승하자 상해신문 등이 기사화하여, 당랑권이 일반인들에게도 그 이름이 알려졌다.
그러한 유명세에 힘입어, 홍콩에 정무체육회 지부가 세워졌을 때, 나광옥은 교련(教練)[7]의 한 사람으로 초빙되었는데, 나광옥은 거의 문맹(文盲)이었다.[8] 그래서 홍콩 정무회의 태극권 교사 오보상이라는 사람이 나광옥의 말을 받아 적어 글로 남겼는데, 이때, ‘당랑권의 개조(開祖)는 왕랑(王郞)이다’라고 기록했다. 즉 처음에는 왕랑(王朗)이 아니라, 왕랑(王郞)이었던 것.

## 당랑권의 기술

### 당랑수 (螳螂手)
당랑수는 당랑권의 핵심이라고 하면서, 눈이나 기타 급소를 점혈(點穴)하는 데에 쓰이고, 상대의 공격을 방어하여 걷어내는 데에도 주로 사용된다는 주장이 있다. 물론 투로(套路)에서도 당랑포선(螳螂捕蟬)이나 낭심을 향한 공격, 눈을 향한 공격 등의 형태로 가끔은 등장하지만, 실제 전통 당랑권에서는 잘 쓰이지 않는다.

#### 원후보 (猿猴步)
원숭이가 움직이면서 발을 연결시키는 동작이다. 상대와의 간격을 적절하게 유지하며 기관총같은 공격을 일삼는다. 한발을 앞으로 뒷발에 힘을 받치며 또 앞으로, 손과 함께 교차하면서 상대를 혼란스럽게 만들고 반삼재보로 상대의 등쪽으로 발을 돌려 공격한다.

##### 추퇴(揪腿), 소퇴(掃腿)
당랑권의 발차기는 상대의 급소를 노리기 위한 것도 있지만, 거의 다 넘어뜨리면서 이동하는 방식이다. 상대의 체중을 실게 만들며 어쩔 수도 없이 넘어지게 만든다.
특히 추퇴와 소퇴에서 당랑수가 많이 쓰인다.
소퇴는 몸을 낮추면서 상대의 배와 급소를 노리고,
추퇴는 상대방의 공격을 피하거나 손으로 잡아채며 그 다음 기술을 함께 쓰면서 반복해나가는 방식이다.

###### 삼재보(三才步)
손과 발을 서로 같이 움직이며 상대가 공격이 어디로 오지 가늠을 못하게 하는 발과 손기술이 합친 이동법이다. 원후보법과 아주 비슷하다. 하지만 원후보법은 공격하기 위한 것이고, 삼재보는 이동하며 상대의 빈틈을 노리는 것이다.

## 대중문화 속 당랑권사
- 마이티 모핀 파워레인저 - 트리니 콴
- 물은 바다를 향해 흐른다 - 이즈미야(토즈카 준키)
- 버추어 파이터 시리즈 - 리온 라파엘
- 베테랑2 - 떡칠이(현봉식)
- 소년탐정 김전일 - 리포르
- 스트리트 파이터 시리즈 - 겐 상류
- 초인동맹에 어서 오세요 - 블랙 데스
- 파이터즈 히스토리 - 류 페이린
- 모탈 컴뱃 시리즈 - 슈진코, 쿵 라오
- 기동전사 건담 UC - 유니콘 건담
- 쿵푸팬더 - 맨티스
- 요괴메카드 - 당랑불패
- 휴먼버그대학교 - 모리와카 토시로